# Justin (consul)
Flavius Mar. Petrus Theodorus Valentinus Rusticius Boraides Germanus Iustinus, plus connu sous le nom de Justin (Iustinus en latin, Ἰουστίνος en grec, né vers 525 et mort en 566), est un aristocrate et général byzantin, membre de la dynastie justinienne. Nommé en 540, il est l'un des derniers consuls romains. Il entreprend ensuite une carrière militaire dans les Balkans et en Lazique et combat face aux Slaves, à l'Empire perse et joue un rôle important lors du premier contact de l'Empire byzantin avec les Avars. À la mort de l'empereur Justinien Ier en 565, il est l'un des principaux prétendants au trône avant d'être écarté par son cousin Justin II qui l'exile en Égypte où il meurt assassiné.

## Origine et début de carrière
Justin est né à Constantinople vers 525. Il est le fils aîné de Germanus, cousin de l'empereur Justinien Ier (r. 527–565), et de sa femme Passara. Il est nommé consul en 540, à un âge précoce, comme le montre sa représentation imberbe sur le diptyque consulaire, et les écrits de Procope le qualifiant encore de « jeune homme » neuf ans plus tard. Il porte déjà les titres de vir illustris et la charge honorifique comes domesticorum. La même année, il accompagne son père à l'est en proie à l'Empire sassanide, mais ne participe à aucune action militaire. 
En 549, il est averti d’une conspiration visant à renverser l'empereur. Les conspirateurs, menés par le général arménien Artaban, prévoyaient d’assassiner l’empereur et le général Bélisaire, et de placer Germanus sur le trône. Justin informe son père, qui informe alors Marcellus, le chef de la garde impériale (comes excubitorum), ce qui conduit à l’arrestation des conspirateurs,,.

## Carrière militaire

### Guerre contre les Gépides
En 550, il rejoint avec son frère Justinien leur père dans son expédition contre les Ostrogoth d'Italie. Germanus meurt subitement en automne 550 avant même de quitter les Balkans où l'armée se rassemble. Justinien et son beau-frère Jean reçoivent alors l’ordre de se rendre à Salone (aujourd'hui en Croatie) où l'eunuque Narsès, nommé commandant-en-chef de l'expédition au début de l'année 551, prend le commandement. Au début de l’année 552, Justinien mène une expédition contre les Slaves, qui pillaient l'Illyrie. Peu après, il est envoyé avec son frère Justin assister les Lombards face aux Gépides. Les deux frères sont cependant retenus par une révolte à Ulpiana et ne peuvent finalement pas aider les Lombards,.

### Haut commandement en Lazique et au Danube

Le royaume de Lazique.

En 554, alors qu'il est déjà expérimenté, Justin est envoyé en Lazique aux côtés des forces byzantines dirigées par Bessas, Buzès et Martin. Sa première rencontre avec les Perses est un échec. Aux côtés de Bessas, Justin et ses hommes campent dans la plaine de Chytropolia, près de l'importante forteresse de Telephis, tenue par Martin. Toutefois, le général perse Mihr-Mihroe parvient à l'en déloger. Martin doit alors se replier et rejoint Justin et Bessas. Là, l'armée byzantine se montre trop lente à prendre position et doit battre en retraite en désordre devant la progression perse. Elle se replie le long du Phasis, jusqu'à l'île fortifiée de Nesos,. Bassas est alors démis de ses fonctions de maître des milices d'Arménie. Martin lui succède et Justin est son commandant en second. Le nouveau maître des milices prévoit alors d'assassiner Gubazès II, roi de Lazique et allié des Byzantins. D'abord inconscient de ce projet, Justin est choqué quand il apprend le meurtre de Gubazès mais ne le remet pas en cause, croyant à tort que Martin agit sur ordre de Justinien,.
Par la suite, les Byzantins attaquent le fort perse d'Onoguris mais ils doivent l'abandonner car des renforts perses conduits par Nachoragan. Au cours du printemps 556, Justin est avec le reste des forces byzantines à Nesos quand Nachoragan attaque l'ouest du royaume de Lazique, en direction de Phasis. Les Byzantins se précipitent vers cette cité, parviennent à l'atteindre avant les Perses et en soutiennent victorieusement le siège,,. Après cette victoire, Justin revient à Nesos avec Buzès tandis que le reste de l'armée marche contre les Misimians, un peuple qui s'est allié avec les Perses et a tué le général byzantin Sotérichus. La seule activité de Justin à ce moment est d'envoyer Elminzur, l'un de ses officiers, prendre Rhodopolis avec 2 000 cavaliers. L'année suivante, en 557, une trêve est signée avec les Perses, déouchant sur un traité de paix en 562.
Peu après la fin de la guerre, une enquête impériale est conduite à propos du meurtre de Gubazès, qui met en lumière la culpabilité de Martin. Ses succès militaire lui doivent d'avoir la vie sauve mais il perd son commandement. C'est alors Justin qui le remplace comme maître des milices d'Arménie, au cours du printemps 557. C'est à ce poste qu'il reçoit la première ambassade des Avars auprès de l'Empire. Ces derniers ont fui leurs terres d'origine en Asie centrale face à l'émergence des Göktürks. Ils demandent alors des terres et la protection de l'Empire byzantin. Justin les envoie à Constantinople où les ambassadeurs arrivent en décembre. Ils sont détournés vers les plaines ukrainiennes par l'empereur et ils ne tardent pas à vaincre les adversaires sur leur route, arrivant sur les rives du Danube en 561-562. Là encore, ils sont reçus par Justin qui vient d'être nommé commandant de la quaestura exercitus couvrant le limes du Danube. Ils demandent à s'installer en Scythie Mineure, dont les défenses ont été dévastées par un raid koutrigoure conduit par Zabergan. Justin joue alors un rôle important qui lui confère une certaine notoriété en prévenant Justinien des intentions des Avars. Dès lors, les ambassadeurs de ces derniers sont retenus à Constantinople le temps de remettre en ordre les défenses byzantines. Tandis que Justin continue de surveiller la frontière danubienne, les Avars se contentent du paiement d'un tribut annuel par l'Empire byzantin, qu'ils laissent en paix pour les années à venir,.

### Exil et mort
Au moment de la mort de Justinien en 565, il est le candidat principal à sa succession, étant donné ses titres, sa réputation de général et la proximité de son armée de la capitale. Parmi les autres prétendants figure le curopalate Justin, le fils de la sœur de Justinien, Vigilantia, qui est aussi son cousin. Or, celui-ci est déjà présent dans la capitale et peut s'appuyer sur le soutien du sénat, du patriarche Jean III Scholastique et du comte des Excubites Tibérius. De ce fait, il accède rapidement au trône impérial, le jour même de la mort de Justinien. Selon l'historien de l'époque Évagre le Scholastique, les deux Justin parviennent à un accord selon lequel celui qui est couronné doit faire du second le « deuxième homme de l'Empire ». Ce serait la raison pour laquelle Justin II rappelle son cousin dans la capitale. Il est d'abord reçu chaleureusement mais bientôt, le nouvel empereur lance des accusations contre lui, l'arrête et l'envoie en exil à Alexandrie, prétendument en tant que nouveau préfet d'Égypte. Là, il est assassiné dans son sommeil, sa tête est tranchée et envoyée à Constantinople. Cet assassinat s'explique par le fait que Justin constitue une menace trop grande pour le nouvel empereur pour être laissé en vie. Le chroniqueur wisigoth Jean de Biclar estime que l'impératrice Sophie est directement responsable de sa mort,.

### Note
1. ↑  Mar. peut être une abréviation de Marcellus, Marcianus ou Marianus (Martindale, Jones et Morris 1992, p. 750).